# Валтер Каспер
Валтер Каспер (на немски: Walter Kasper) (роден на 5 март 1933 г. в град Хайденхайм ан дер Бренц, провинция Баден-Вюртемберг, Южна Германия) е германски католически духовник, доктор на богословските науки, епископ, кардинал, кардинал-дякон на базиликата „Всички светци“ на ул. „Апиа Нуова“ в Рим, епископ на Ротенбург на Некар и Щутгарт (1989 – 1999) и Председател на Папския съвет за християнско единство (от 2001 г.). Един от най-значимите католически богослови на XX век.
Следвал във Висшите духовни семинарии в Тюбинген (там получава докторска степен) и Мюнхен. Ръкоположен за свещеник на 6 април 1957 г. от кардинал Карл Йозеф Лайпрехт. Първоначално служил като викарий в енорията „Пресвято Сърце Исусово“ в Щутгарт, а след това преподавал догматично богословие във Висшата духовна семинария в Мюнстер, бидейки също неин ректор, в периода 1961 – 1969 г. След това преподавал богословие в Тюбинген, където бил ректор на богословския факултет. През 1983 г. изнасял лекции също в Американския католически университет във Вашингтон.
През 1985 г. е избран да бъде член на Международната богословска комисия и на Академията на науките в Хайделберг. На II извънредна сесия на Световния синод на епископите във Ватикана (ноември-декември 1985 г.) бил специален секретар; взимал участие в следващите години в сесиите на синода вече като епископ.
На 17 април 1989 г. е преконизиран от папа Йоан Павел II за епископ на Ротенбург и Щутгарт. Ръкоположен е за епископ от архиепископ Оскар Зайер, в съслужие с кардинал Карл Леман и епископ Франц Йозеф Кунле. От 1994 г. епископ Каспер е съпредседател на смесената Католическо-протестантска комисия за християнско единство. От 16 март 1999 г. е назначен на работа в Римската курия и става секретар на Папския съвет за християнско единство, като на 31 май 1999 г. напуска управлението на епархиите на Ротенбург и Щутгарт.
На 21 февруари 2001 г. е въздигнат от папа Йоан Павел II в ранга кардинал, а на 3 март папата му поверява поста на председател на Папския съвет за християнско единство.
На 2 април 2005 г., след смъртта на папа Йоан Павел II, както всички служители в Римската курия по време на sede vacante, губи поста си, но е затвърден отново на него от папа Бенедикт XVI на 24 април 2005 г.
На 10 март 2007 г. получава титлата доктор хонорис кауза на Ополския университет. Кардинал Валтер Каспер е също почетен доктор на СУ „Св. Климент Охридски".

## Избрана библиография
- Das Absolute in der Geschichte. Philosophie und Theologie der Geschichte in der Spätphilosophie Schellings. Matthias-Grünewald-Verlag, Mainz 1965.
- Gesetz und Evangelium. In: Sacramentum mundi. Theologisches Lexikon für die Praxis, Band 2, 369–373.
- Glaube und Geschichte. Matthias-Grünewald-Verlag, Mainz 1970.
- Einführung in den Glauben. Matthias-Grünewald-Verlag, Mainz 1972, ISBN 3-7867-0340-X.
- Jesus der Christus. Matthias-Grünewald-Verlag, Mainz 1974, ISBN 3-7867-0464-3.
- Zur Theologie der christlichen Ehe. Matthias-Grünewald-Verlag, Mainz 1977, ISBN 3-7867-0626-3.
- Der Gott Jesu Christi. Matthias-Grünewald-Verlag, Mainz 1982, ISBN 3-7867-0987-4.
- Leben aus dem Glauben. Katholischer Erwachsenenkatechismus. Band 2. Bonn 1995 (в съавторство).
- Theologie und Kirche. Matthias-Grünewald-Verlag, Band 1, Mainz 1987; Band 2, Mainz 1999.
- Leadership in the Church. New York 2003.
- Sakrament der Einheit. Eucharistie und Kirche. Herder, Freiburg im Breisgau/Basel/Wien 2004, ISBN 3-451-28568-1.
- Wege in die Einheit. Perspektiven für die Ökumene. Freiburg im Breisgau 2005.
- Wo das Herz des Glaubens schlägt. Die Erfahrung eines Lebens. Mit Daniel Deckers. Herder, Freiburg im Breisgau/Basel/Wien 2008, ISBN 978-3-451-29873-8.
- Katholische Kirche: Wesen – Wirklichkeit – Sendung. Herder, Freiburg im Breisgau/Basel/Wien 2011, ISBN 978-3-451-30499-6.
- Barmherzigkeit: Grundbegriff des Evangeliums – Schlüssel christlichen Lebens. Herder, Freiburg im Breisgau/Basel/Wien 2012, ISBN 978-3-451-30642-6.
- Das Evangelium von der Familie. Die Rede vor dem Konsistorium. Herder, Freiburg im Breisgau 2014.
- Die Botschaft von Amoris Laetitia. Ein freundlicher Disput. Herder, Freiburg/Basel/Wien 2018, ISBN 978-3-451-38101-0.

1. ↑  kasper //   Посетен на 18 октомври 2020 г.